# Гірськомарійський район
Гі́рськомарі́йський район (рос. Горномарийский район, марій. Курыкмарий кундем) — адміністративна одиниця Республіки Марій Ел Російської Федерації.
Адміністративний центр — місто Козьмодем'янськ, яке однак не входить до складу району, а утворює окремий Козьмодем'янський міський округ.

## Географія
Гірськомарійський район розташований на південному заході республіки і межує з Юринським і Кілемарським районами, на заході з Воротинським районом Нижньогородської області, на півдні з республікою Чувашія. Велика частина району лежить на правобережжі Волги («Гірській стороні»), частина — на лівобережжі Волги і Ветлуги.
На території району функціонують заказники «Васильсурські діброви» і «Ємешевський». Пам'ятки природи: Нагірна діброва, Кедровий гай, болото Карасьяр, Большеозерське болото, оз. Нуж'яр, оз. Карасьяр, болото Вовче, гора Аламнер.
Правобережна частина району («Гірська сторона») є піднесеною нерівною і горбистою місцевістю (абсолютної висоти до 204 м), порізаною малими річками, що впадають до Волги: Сура, Сумка, Юнга, Мала Юнга, Сундирь, Велика Сундирка. Заволзька частина («Лучна сторона») є рівнинною й одноманітною. Ця частина району рясніє лісами, озерами і болотами, малими річками, що впадають до Волги.

## Населення
Населення району становить 21224 особи (2019, 25869 у 2010, 29203 у 2002).
Національний склад
Національний склад населення Гірськомарійського району згідно Всеросійського перепису населення 2010 року. За даними перепису в районі зустрічаються представники 31 національності.
| № |                           | Населення чол. (2010) | % від усього | % від тих, хто вказав національність |
| - | ------------------------- | --------------------- | ------------ | ------------------------------------ |
|   | Всього                    | 25 869                | 100,00 %     |                                      |
| 1 | Марійці                   | 22 192                | 85,79 %      | 87,35 %                              |
|   | гірські марійці           | 21 190                | 81,91 %      | 83,41 %                              |
|   | лучно-східні марійці      | 99                    | 0,38 %       | 0,39 %                               |
| 2 | Росіяни                   | 2870                  | 11,09 %      | 11,30 %                              |
| 3 | Чуваші                    | 165                   | 0,64 %       | 0,65 %                               |
| 4 | Татари                    | 44                    | 0,17 %       | 0,17 %                               |
| 5 | Українці                  | 31                    | 0,12 %       | 0,12 %                               |
| 6 | Азербайджанці             | 14                    | 0,05 %       | 0,06 %                               |
| 6 | Грузини                   | 14                    | 0,05 %       | 0,06 %                               |
| 8 | Узбеки                    | 11                    | 0,04 %       | 0,04 %                               |
|   | інші                      | 65                    | 0,25 %       | 0,26 %                               |
|   | вказали національність    | 25 406                | 98,21 %      | 100,00 %                             |
|   | не вказали національність | 463                   | 1,79 %       |                                      |

## Адміністративно-територіальний поділ
На території району 10 сільських поселень:
| Поселення                             | Площа, км² | Населення, осіб (2002) | Населення, осіб (2010) | Населення, осіб (2019) | Центр           | Населені пункти |
| ------------------------------------- | ---------- | ---------------------- | ---------------------- | ---------------------- | --------------- | --------------- |
| Виловатовське сільське поселення      | 93,07      | 4898                   | 4603                   | 4030                   | Виловатово      | 38              |
| Єласівське сільське поселення         | 97,60      | 4004                   | 3498                   | 2840                   | Єласи           | 33              |
| Ємешевське сільське поселення         | 72,20      | 1958                   | 1730                   | 1390                   | Ємешево         | 19              |
| Кузнецовське сільське поселення       | 55,64      | 2485                   | 2100                   | 1701                   | Кузнецово       | 22              |
| Мікряковське сільське поселення       | 73,67      | 3187                   | 2919                   | 2438                   | Мікряково       | 30              |
| Озеркинське сільське поселення        | 921,69     | 2801                   | 2367                   | 1899                   | Озерки          | 10              |
| Пайгусовське сільське поселення       | 106,09     | 3367                   | 2846                   | 2270                   | Пайгусово       | 40              |
| Троїцько-Посадське сільське поселення | 42,00      | 2226                   | 2012                   | 1632                   | Троїцький Посад | 16              |
| Усолинське сільське поселення         | 27,18      | 1711                   | 1556                   | 1306                   | Усола           | 15              |
| Червоноволзьке сільське поселення     | 45,69      | 2566                   | 2238                   | 1718                   | Кулаково        | 18              |

## Найбільші населені пункти
Найбільші населені пункти з чисельністю населення понад 1000 осіб:
| № | Населений пункт | Населення, осіб (2002) | Населення, осіб (2010) |
| - | --------------- | ---------------------- | ---------------------- |
| 1 | Озерки          | 1 947                  | 1 759                  |
| 2 | Виловатово      | 1 278                  | 1 360                  |

## Господарство

### Культура і освіта

Пам'ятник Акпарсові роботи скульпторів А. Ширніна та С. Яндубаєва. Республіка Марій Ел.

Гірськомарійська мова має статус державної в Республіці Марій Ел. Перші літературні твори цією мовою написані в кінці XVIII століття. Ці перші літературні праці були написані учнями Духовних Православних шкіл, вихідцями з гірських марі, що навчаються в Казані і Нижньому Новгороді. Один із віршів, написаних у 1767 році зберігся досі. Воно присвячене поїздці Катерини II в Казань і написано в стилі хвалебної оди. В 1821 році в Петербурзі гірськомарійською мовою вийшло перше Євангеліє.
Перша граматика гірськомарійської мови вийшла в 1844 році у Фінляндії. Її автором є Матіас Алексантері Кастрéн (1813—1852). Ця граматика написана латинською мовою. В XIX столітті гірськомарійською мовою випущені ряд букварів та церковні книги. Найзначнішим букварем визнаний Буквар пана Кедрова (1867). У 1866 році в Лондоні випущено Євангеліє від Матвія гірськомарійською мовою, за словником, складеним естонським дослідником Відемана. У 2006 році в літературних колах Марій Ел та Естонії був відзначений 140-річний ювілей цієї книги.